# 佐川恭一
佐川 恭一（さがわ きょういち、1985年 - ）は、日本の小説家。滋賀県神崎郡能登川町（現：東近江市）出身。大阪府枚方市在住。京都大学文学部卒。公務員として勤めながら執筆活動を行っていた。家族は妻と長女。好きな作家は大江健三郎。

## 経歴
2011年、「終わりなき不在」で第3回日本文学館出版大賞ノベル部門を受賞。
2014年、「わが逃走」で第3回マイナビeBooksコンテスト入選。同年、「シュトラーパゼムの穏やかな午後」が第1回クランチノベルズ新人賞奨励賞受賞。
2017年、「無能男」で第13回もんもん文学賞受賞。
2018年、集英社「小説すばる」にエッセイを寄稿してメジャー文芸誌デビュー。以降、同誌にて不定期で読切短編を発表。
2019年5月、「THE LAST SONG」で第1回歌舞伎町文学賞せりな特別賞を受賞。同年8月、「踊る阿呆」で第2回阿波しらさぎ文学賞を受賞。
2020年11月、「エースをねらえ！」で「イグBFC（ブンゲイファイトクラブ）」優勝。同年12月、「マルドレットの人々」「聖人」「ライジング・フォース」の三篇で第1回RANGAI文庫賞を受賞。

## 作品リスト

### 単行本
- 『終わりなき不在』（日本文学館、2012年7月/ネコノス文庫、2023年2月）第3回日本文学館出版大賞受賞作品
- 『無能男』（南の風社、2017年4月）第13回もんもん文学賞大賞作品
- 『ダムヤーク』（RANGAI文庫、2021年2月）短編集・第1回RANGAI文庫賞受賞作品収録
  - ダンスナイト
  - ダムヤーク（初出：『破滅派』第12号）
  - 聖人
  - 超速個人史B
  - マルドレットの人々
  - ライジング・フォース
- 『舞踏会』（書肆侃侃房、2021年4月）中短編集
  - 愛の様式
  - 冷たい丘（再録）
  - 舞踏会（初出：『ことばと』vol.1）
  - ひだまりの森
  - 友情（浜大津アーカスにて）
- 『アドルムコ会全史』（代わりに読む人、2022年4月）中短編集
  - アドルムコ会全史
  - キムタク
  - パラダイスシティ
  - 夏の日のリフレイン（「男根のルフラン」を加筆修正して改題）
  - ブライアンズタイム
- 『シン・サークルクラッシャー麻紀』（破滅派、2022年6月）
  - 「サークルクラッシャー麻紀」を加筆修正して「受賞第一作」と合体させたリメイク長編
- 『清朝時代にタイムスリップしたので科挙ガチってみた』（集英社、2022年11月）短編集
  - 清朝時代にタイムスリップしたので科挙ガチってみた（初出：『小説すばる』2021年11月号）
  - 少年激走録（初出：『小説すばる』2020年11月号）
  - すばる文学賞三次通過の女
  - 踊る阿呆（初出：『徳島文學 第三号 2020 Volume3』）
  - 花火大会撲滅作戦（初出：『小説すばる』2019年11月号）
  - 普通科高校の魔法使い（初出：『小説すばる』2022年７月号）
  - スターライトパレスパート2にて（初出：『小説すばる』2020年2月号）
  - コマネチ （初出：『小説すばる』2021年2月号）
  - 東大A判定記念パーティ（初出：『小説すばる』2022年2月号）
- 『ゼッタイ！ 芥川賞受賞宣言-～新感覚文豪ゲームブック～』（中央公論新社、2023年9月）
- 『就活闘争 20XX』（太田出版、2024年3月）
- 『学歴狂の詩』（集英社、2025年3月）

### 電子書籍
- 『わが逃走』（マイナビ出版、2014年11月）第3回マイナビeBooksコンテスト入選作品
- 『シュトラーパゼムの穏やかな午後』（破滅派、2015年2月）クランチノベルズ新人賞奨励賞受賞作品
  - シュトラーパゼムの穏やかな午後（初出：『CRUNCH BEST 2013』、密林社）
- 『サークルクラッシャー麻紀』（破滅派、2017年12月）短編集
  - サークルクラッシャー麻紀
  - ブス・マリアグラツィアの生涯
  - 同好会長殺し
  - 男根のルフラン
- 『童Ｑ正伝』（破滅派、2019年2月・作者の意向により2021年9月に販売停止）短編集
  - 童Ｑ正伝（初出：『破滅派』第14号）
  - ナニワ最狂伝説ねずみちゃん（初出：『破滅派』第13号）
  - 小説覇王伝サガワ
  - 半分、入ってる。
- 『スカーレット・ヤングスター』（惑星と口笛ブックス、2019年5月）短編集
  - 光のそと
  - ポートレート・オブ・ア・ジャパニーズ・ファミリー
  - 冷たい丘
  - 講師と女生徒
  - 透明な檻
  - 饗宴
- 『受賞第一作』（破滅派、2019年7月）

### アンソロジー
- 「小説覇王伝サガワ」-『BRuTiFuL』（隙間社、2018年7月）収録
- 「E.モロゾフ伝～マンエキス・テコキネティクスの起源～」-『モロゾフ入門: 天才無国籍多言語作家を読むL』（破滅派、2019年6月）収録
- 「ジモン」-『現代の小説2021 短篇ベストコレクション』（小学館文庫、2021年11月）収録

### 雑誌掲載作品
小説
- 「優しき権力者の独白」-『破滅派』第8号（2011年11月）掲載
- 「少女死刑」-『破滅派』第10号（2014年11月）掲載
- 「2X400メートルモッコリレー」-『東京オリンピック2020新種目』（破滅派、2019年11月）掲載
- 「ジモン」-『小説すばる』2020年5月号 掲載
  - 2021年11月、『現代の小説2021 短篇ベストコレクション』（日本文藝家協会編、小学館文庫）に再録された。
- 「地球最後の日」-『ほんのひとさじ』vol.15（書肆侃侃房、2020年11月）掲載
- 「受験王死す」-『徳島文學 第四号 2021 Volume4』（徳島文学協会、2021年5月）掲載
- 「ターシルオカーポ」 - 『Quick Japan(クイック・ジャパン)』Vol.161 2022年6月 掲載
- 「ア・リーン・アンド・イーヴル・モブ・オブ・ムーンカラード・ハウンズの大会」 - 『代わりに読む人』0 創刊準備号 2022年6月 掲載
- 「京大生黒ギャル交際事件」 - 『ジャーロ』No.87 2023 MARCH（2023年3月） 掲載
- 「クールビューティ」 - 『STORY BOX』 2023年5月号 掲載
- 「高偏差値集団HENSA vs. 七浪京大卒無職」 - 『ジャーロ』No.89 2023 JULY（2023年7月） 掲載
- 「七浪京大卒無職が本気で婚活やってみた」 - 『ジャーロ』No.91 2023 NOVEMBER（2023年9月） 掲載
- 「レンタル処女」 - 『小説新潮』2024年2月号 掲載
- 「父の帰還――七浪京大無職の逃走」 - 『ジャーロ』No.95 2024 JULY（2024年7月）掲載
- 「さらば院等寺！ 七浪京大卒最後の戦い」 - 『ジャーロ』No.97 2024 NOVEMBER （2024年11月）掲載

エッセイ
- 「私的偉人伝」-『小説すばる』2018年8月号 掲載
- 「愛すべきアホどもの肖像」-『小説すばる』2018年11月号 - 2020年3月号 不定期連載